# Ecma International
Ecma International je mezinárodní soukromá nevýdělečná organizace pro normalizaci informačních a komunikačních systémů s otevřeným členstvím. Název ECMA vznikl jako zkratka Evropská asociace výrobců počítačů (anglicky European Computer Manufacturers Association) byl v roce 1994 změněn, aby odrážel globální působnost organizace. Od té doby není Ecma považována za zkratku a nepíše se velkými písmeny.
Organizace byla založena v roce 1961 s cílem standardizovat počítačové systémy vyráběné v Evropě. Členství je otevřené pro velké i malé společnosti z celého světa, které produkují, prodávají nebo vyvíjejí počítačové nebo komunikační systémy a mají zájem a zkušenosti v některé z oblastí, na kterou jsou zaměřeny technické orgány některé skupiny. Sídlem organizace je Ženeva.

## Cíle
Ecma usiluje o vývoj standardů a technických zpráv, které umožňují a standardizují používání informačních a komunikačních technologií a spotřební elektroniky; ovlivňováním prostředí, ve kterém jsou standardy používány, podněcuje jejich správnou aplikaci; standardy a zprávy publikuje v elektronické i tištěné podobě. Ecma publikace, včetně standardů, mohou být volně kopírovány všemi zainteresovanými stranami bez omezení autorskými právy. Vývoj standardů a technických zpráv se provádí ve spolupráci s vhodnými národními, evropskými a mezinárodními organizacemi.
Na rozdíl od národních standardizačních orgánů je Ecma organizace s otevřeným členstvím. Hrdě se hlásí k „obchodnímu“ přístupu ke standardům, který považuje za cestu k lepším standardům vytvořeným v kratším čase, díky snížení byrokracie procesu zaměřeném na dosahování výsledků cestou konsenzu.
Ecma více než 50 let aktivně přispívá k celosvětové standardizaci v informačních technologiích a telekomunikacích. Publikovala více než 400 standardů a 100 technických zpráv, z nichž více než 2/3 byly převzaty jako mezinárodní standardy nebo technické zprávy.
Seznam členů Ecma International je dostupný na stránkách organizace.

## Standardy
Sdružení Ecma International je aktuálně odpovědné za množství standardů, mezi které patří:
- ECMA-6 – 7bitová znaková sada (vycházející z ASCII), první verze přijata 30. dubna 1965, změny zahrnuté ve 3. vydání zahrnuty do ISO/IEC 646-1972[5] součástí je strojově čitelné písmo OCR-B
- ECMA-35 – Struktura znakového kódu a techniky jeho rozšíření, poprvé vydáno 1971, přijato také jako ISO/IEC 2022[6]
- ECMA-43 – Struktura a pravidla 8bitové kódované znakové sady, poprvé vydáno v prosinci 1974[7]
- ECMA-48 – Řídicí funkce pro kódované znakové sady, přijato také jako ISO/IEC 6429[8]
- ECMA-94 – 8bitové kódované znakové sady (poprvé vydáno v březnu 1985, přijato jako ISO/IEC 8859, část 1 až 4)[9]
- ECMA-113 – 8bitová jednobytová kódovaná znaková sada – latinka/cyrilice (přijato jako ISO/IEC 8859, část 5)[10]
- ECMA-114 – 8bitová jednobytová kódovaná znaková sada – latinka/arabská abeceda (přijato jako ISO/IEC 8859-6)[11]
- ECMA-119 – Struktura systému souborů na CD-ROM (přijato jako ISO 9660)[12]
- ECMA-130 – „Yellow Book“ formát CD-ROM
- ECMA-262 – Specifikace jazyka ECMAScript (implementace: JavaScript, JScript a ActionScript), také jako ISO/IEC 16262[13]
- ECMA-334 – Programovací jazyk C#[14]
- ECMA-335 – Common Language Infrastructure (CLI)[15]
- ECMA-341 – Kritéria dopadu návrhu elektronických výrobků na životní prostředí[16]
- ECMA-363 – Formát souborů Universal 3D[17]
- ECMA-367 – Eiffel: Analýza, design a programovací jazyk[18]
- ECMA-372 – Specifikace jazyka C++/CLI (Common Language Infrastructure)[19]
- ECMA-376 – Office Open XML (přijatý jako ISO/IEC 29500)[20]
- ECMA-377 – Zapisovatelná média Holographic Versatile Disc (HVD)[21]
- ECMA-378 – Nezapisovatelná média Holographic Versatile Disc (HVD-ROM)[22]
- ECMA-388 – Open XML Paper Specification[23]
- ECMA-402 – Specifikace internacionalizačního API pro ECMAScript[24]
- ECMA-404 – JSON[25]
- ECMA-408 – Standard jazyka Dart[26]

### Programovací jazyk Java
Firma Sun Microsystems sice požádala Ecma o normalizaci svého jazyka Java, ale později tuto žádost stáhla. Ecma proto za standardizaci jazyka Java není odpovědná.

### Formáty Office Open XML
Ecma se podílí na normalizaci formátu Office Open XML vycházející z formátu XML office dokument formáty Microsoft. Ecma Office Open XML správa proces je aktuálně prováděn technickým výborem 45

## Eco Deklarace
Ecma společně se skandinávskou organizací IT Eco Declaration prosadila směrnice pro informování spotřebitelů o postupech neohrožujících životní prostředí výrobci ICT a spotřební elektroniky ve standardu 370 Ecma International
IT Eco Declaration zahrnuje informace o postupech výrobců a vlastnostech výrobků, které ovlivňují životní prostředí, jako je návrh výrobků, baterie, hluk, elektrická bezpečnost, spotřeba energie, chemické emise, použité látky a materiály a obaly. Díky tomu, že tyto vlastnosti jsou popsány jednotně společným průmyslovým standardem, je porovnávání různých dodavatelů a jejich výrobků snazší.